# Alacant (metropolitana di Valencia)
Alacant è una stazione della linea 10 di Metrovalencia, inaugurata il 17 maggio 2022 che si trova sotto carrer d'Alacant, nel quartiere Ruzafa del distretto dell'Eixample di Valencia.
La stazione serve anche da collegamento fra la linea 10 e la linea 7 tramite un tunnel pedonale che la unisce alla Bailén.

## Storia
La costruzione della stazione è iniziata nel 2007 ma è stata interrotta insieme al resto della linea 10 a causa della crisi economica. I lavori sono ripresi nel 2019 e la stazione è stata inaugurata il 17 maggio 2022.

## Interscambi
La stazione è collegata dal tunnel pedonale Grandes Vías con la linea 7 attraverso la stazione Bailén. È prevista la costruzione di un secondo tunnel di collegamento con la stazione di Xàtiva, che dovrebbe essere aperto nel 2024.